# 191 North Wacker
191 North Wacker
O 191 North Wacker é um arranha-céu de 37 andares e 157 m (516 ft) de altura, localizado em Chicago, Illinois. Foi construído de 2000 a 2002, no estilo arquitetônico moderno, e tem 14 elevadores e 68,184 m² de espaço. Kohn Pedersen Fox Associates projetou o prédio, que é o 77º mais alto em Chicago.